# Theope aureonitens
Theope aureonitens är en fjärilsart som beskrevs av Bates 1868. Theope aureonitens ingår i släktet Theope och familjen Riodinidae. Inga underarter finns listade i Catalogue of Life.